# Constantin Bogoescu
Constantin Bogoescu (n. 21 mai 1901, Izvorul Bârzii, județul Mehedinți – d. ?) a fost un renumit entomolog român, care a studiat efemeropterele din România. A fost profesor la Facultatea de Biologie a Universității din București, membru al Societății Naturaliștilor din România și membru corespondent al Academiei de Științe din România (din 1935). El a fost, de asemenea, membru al Societății de Zoologie din Franța. 
Printre lucrările sale se remarcă Fauna Republicii Populare Române, Volumul VII, Insecta, fascicula 3, Ephemeroptera (1958) și Atlas zoologic (1980).